# مستقبل عامل نمو البشري الرابع
مستقبل عامل نمو البشري الرابع (بالإنجليزية: Receptor tyrosine-protein kinase erbB-4)‏ ويُختصر إلى ERBB4، وهو من مستقبلات التيروزين-بروتين كيناز وعضو في عائلة مستقبلات عامل نمو البشرة. عبارة عن بروتين غشائي يملك مجالا داخل خلوي من نوع التيروزين كيناز. يرتبط البروتين«ربيطة» بـه ويُنشط. ويملك عدة ربائط مثل نيوريغولين-2 ونيوريغولين-3 ونيوريغولين-4 وعامل النمو الشبيه بـ EGF المرتبط بالهيبارين وبيتاسيلولين.

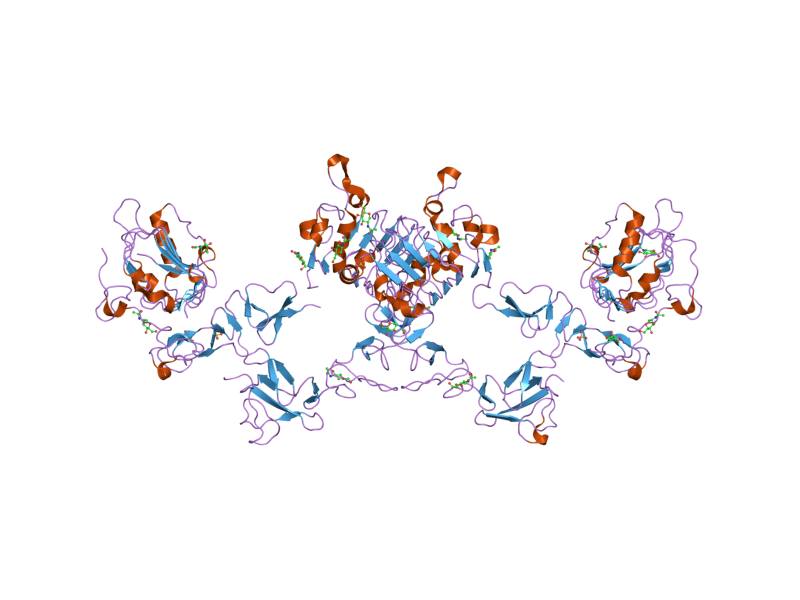
البنية الكريستالية للجزء خارج الخلوي للمستقبل

يحفز عدداً من الاستجابات الخلوية بما في ذلك الانقسام والتمايز.